# 瓦雷澤
瓦雷澤位于意大利米兰城以北55公里，是伦巴第政区中的一座城市。
瓦雷澤是瓦雷澤省的省会，从1998年开始也是一座大学城。2009年12月31日城内有81,788名居民。城市的面积为54平方公里。城市的高度为海拔382米。

## 地理
瓦雷澤位于瓦雷澤湖以东，瑞士边境附近，馬焦雷湖和科莫湖之间。

## 历史
1859年在意大利統一以及法国、皮尔蒙特和奥地利之间战争的过程中在瓦雷澤附近爆发了一场战役。意大利军由朱塞佩·加里波底带领。奥地利军被击溃。此后加里波地的志愿军一直进发到加尔达湖。在那里爆发了蘇法利諾战役等决战。

## 经济和基础设施
瓦雷澤是一座工业城。过去这里主要有皮革、纺织和金属加工业，今天则主要是航空和电子工业。
瓦雷澤有一座欧洲学校。这里从四至18岁的学生可以学习不同的欧洲语言。
瓦雷澤与米兰有很好的铁路联系，它处于米兰的轻轨网上，两城之间有频繁的列车往来。此外通过八号高速公路也可以很方便地从瓦雷澤到达米兰。
瓦雷澤是知名摩托車廠MV奧古斯塔與Cagiva的誕生地及公司現址。
米兰－马尔彭萨机场位于瓦雷澤以南约20千米处。

## 名胜

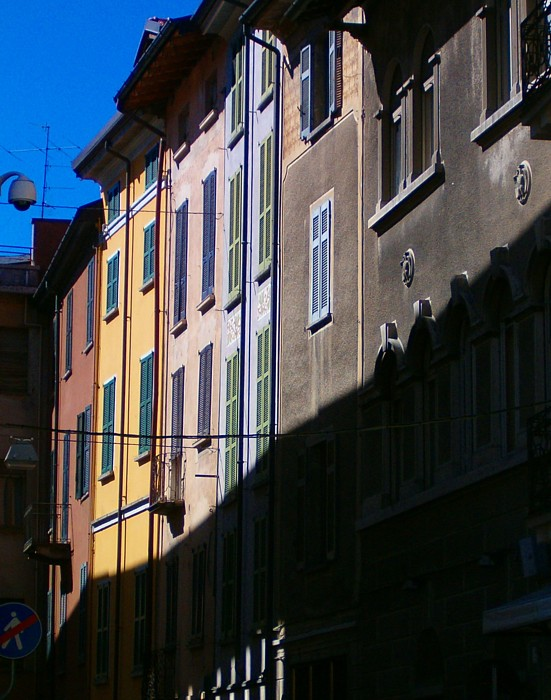
老城

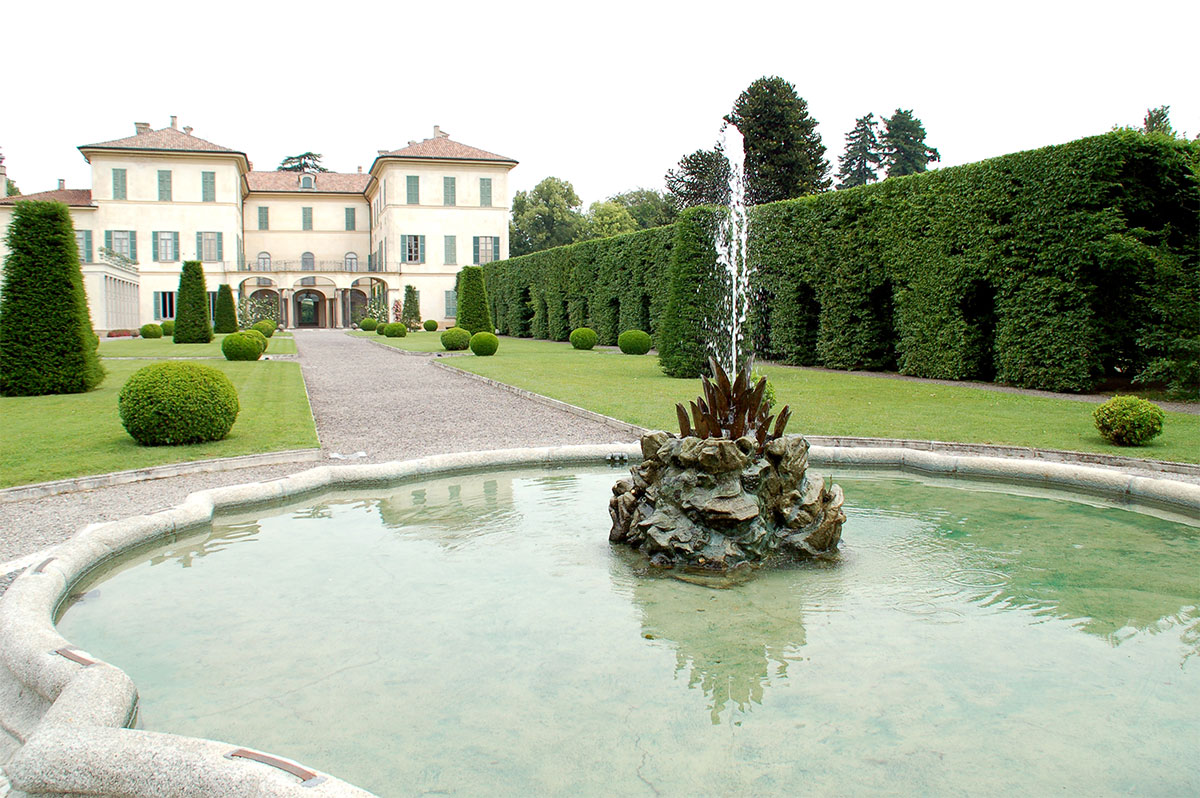
潘查别墅

- 瓦雷澤最著名的是瓦雷泽圣山。2003年它与皮埃蒙特和伦巴第的圣山一起被列入联合国教科文组织世界遗产。
- 市中心的圣维多圣殿建于1600年左右。旁边是建于1617-1773年的圣维多钟楼，和建于13世纪的罗马式的圣若翰洗礼堂。
- 15世纪建造的宫殿，从1981年开始这里有市立现代艺术博物馆。
- 考古博物馆位于一座18世纪建造的别墅里。
- 潘查别墅及其花园。
- 埃斯特宫建于18世纪，现在是市议会所在地。

## 友好城市
从1957年开始瓦雷澤与法国罗纳-阿尔卑斯的罗曼伊瑟尔建立了友好关系，从2003年开始它还是罗马尼亚特兰西瓦尼亚的阿爾巴尤利亞结成友好城市。

## 体育
1951年和2008年國際自行車聯盟街上自行车世界冠军赛在瓦雷澤举行。瓦雷泽篮球俱乐部在1970年代里是欧洲最强的篮球队，赢得五次欧洲锦标赛冠军。从2009年开始它参加意大利篮球甲级联赛比赛。

## 名人
- 卡尔罗·卡尔卡诺（出生于1967年），足球运动员和教练
- 罗贝尔托·马罗尼（出生于1955年），政治家
- 马里奥・ 蒙迪（出生于1943年），政治家
- 阿蒂利奥·尼科拉（出生于1937年），枢机主教
- 克勞迪歐·卡斯迪葛利歐尼( 出生於1946年 )，義大利Cagiva集團、MV奧古斯塔摩托車廠總裁、曾擁有杜卡迪與Husqvarna等義大利知名摩托車廠。

## 友好城市
- 法國 伊泽尔河畔罗芒